# Andrea Basili
Andrea Basili, o anche Basily (Città della Pieve, 16 dicembre 1705 – Loreto, 28 agosto 1777), è stato un compositore e teorico della musica italiano.
Dopo aver compiuto i propri studi musicali a Roma sotto l'insegnamento di Tommaso Bernardo Gaffi, tra il maggio e il dicembre del 1729 fu maestro di cappella della Cattedrale di Tivoli, dove fece rappresentare, nel 1737, il suo primo oratorio, Il Martirio di Santa Sinforosa e dei sette Santi suoi Figlioli Nobili Tiburtini. Diventò membro nel 1732 dei musicisti del Campidoglio come trombone-organista e nel 1738 della Congregazione di Santa Cecilia. Il 10 marzo 1740 fu nominato maestro della cappella della Santa Casa di Loreto, posizione che tenne sino alla morte, che ebbe luogo a causa di un colpo apoplettico. Durante la sua vita mantenne un'amicizia epistolare con Padre Martini. È il padre del più noto Francesco Basily (o anche Basilj). È lo zio di Pasquale Antonio Basili.
Basili durante la sua epoca fu un contrappuntista dotato e un compositore assai noto nella musica a cappella e organistica. La sua fama è legata principalmente alla sua opera didattica per clavicembalo Musica universale, la quale comprende 24 scale, 24 esercizi per il basso, 24 fughe e 24 sonate. 

## Opere[4]

### Opere vocali
- Il martirio di Santa Sinforosa e dei sette santi suoi figliuoli nobili Tiburtini (oratorio, libretto di F. A. Lolli, 1737, Tivoli)
- La Passione di Gesù Cristo (oratorio, 1743, Recanati)
- Salmi con testo parafrasato in italiano
- Christus factus est a 4 voci
- Christus factus est a 5 voci
- 3 Miserere a 8 voci
- Miserere a 10 voci
- Missa breve a 4 voci
- Beatus vir a 4 voci
- Confitebor a 4 voci
- Laetatus a 4 voci
- Nisi dominus a 4 voci
- Ave Maria a 4 voci
- Iustorum animae a 5 voci
- Kyrie e Gloria a 4 voci
- Salve regina a 4 voci
- Fuga in ottava tono plagale sopra l'antifono Veni Sponsa Christi (1740)
- Litanie a 3 voci
- Miserere con doppio coro a 8 voci
- Altri 150 ca. lavori sacri

### Opere strumentali e didattiche
- Musica universale armonico-pratica (24 esercizi-Venezia, 1776)
- Sonata, fugina di culcano
- Canon ad unisonum 16 vocibus
- Canoni a 2,3 e 4 parti
- Fuga in ottavo tono plagale
- 15 Fughe per organo o clavicembalo
- Solfeggi (1761)

## Scritti
- La musica è un'arte di ben modulare (1748)